# Алкмеон в Псофиде
«Алкмеон в Псофиде» (др.-греч. Ἀλκμαίων ὁ διὰ Ψωφῖδος) — трагедия древнегреческого драматурга Еврипида, поставленная в 438 году до н. э. вместе с трагедиями «Алкеста» и «Критянки» и сатировской драмой «Телеф» (этот драматический цикл занял на состязании первое место). Текст пьесы был впоследствии утрачен.

## Сюжет
Наряду с трагедией «Алкмеон в Коринфе» «Алкмеон в Псофиде» рассказывает о герое акарнанских мифов Алкмеоне, сыне Амфиарая и Эрифилы. Он убил мать, чтобы отомстить ей за отца, и бежал в город Псофида в Аркадии. Местный царь Фегей очистил изгнаника от скверны и женил на своей дочери Арсиное, которой Алкмеон подарил ожерелье Гармонии, прежде принадлежавшее Эрифиле. Однако вскоре героем снова овладело безумие. Он уехал из Псофиды и нашёл убежище на острове в устье Ахелоя, намытом после матереубийства и поэтому чистым от скверны. Там Алкмеон женился на дочери речного бога Каллирое. Он снова приехал в Псофиду и попросил у Арсинои ожерелье, говоря, что пожертвует его Аполлону в Дельфах (в действительности его требовала Каллироя). Обман Алкмеона был раскрыт, и изгнанника убили братья его жены.